# Heterodontus
A Heterodontus a porcos halak (Chondrichthyes) osztályának bikafejűcápa-alakúak (Heterodontiformes) rendjébe, ezen belül a bikafejűcápa-félék (Heterodontidae) családjába tartozó egyetlen élő nem.

## Tudnivalók
Két faj kivételével, amelyek az Indiai-óceán nyugati felén élnek, az összes többi Heterodontus a Csendes-óceán két szélének a lakója. A legnagyobb hosszuk 61-170 centiméter között mozog.

## Rendszerezés
A nembe az alábbi 9 élő faj és 23 fosszilis faj tartozik:
- bikafejű cápa (Heterodontus francisci) (Girard, 1855)
- Heterodontus galeatus (Günther, 1870)
- Heterodontus japonicus Miklouho-Maclay & Macleay, 1884
- Heterodontus mexicanus Taylor & Castro-Aguirre, 1972
- Heterodontus omanensis Baldwin, 2005
- ausztrál bikacápa (Heterodontus portusjacksoni) (Meyer, 1793) - típusfaj
- Heterodontus quoyi (Fréminville, 1840)
- Heterodontus ramalheira (Smith, 1949)
- Heterodontus zebra (Gray, 1831)

- †Heterodontus bonaespei
- †Heterodontus boussioni Guinot et al., 2013
- †Heterodontus carerens
- †Heterodontus creamridgensis
- †Heterodontus duffini
- †Heterodontus elongatus
- †Heterodontus falcifer
- †Heterodontus granti
- †Heterodontus halreensis
- †Heterodontus janefirdae
- †Heterodontus laevis Guinot et al., 2013

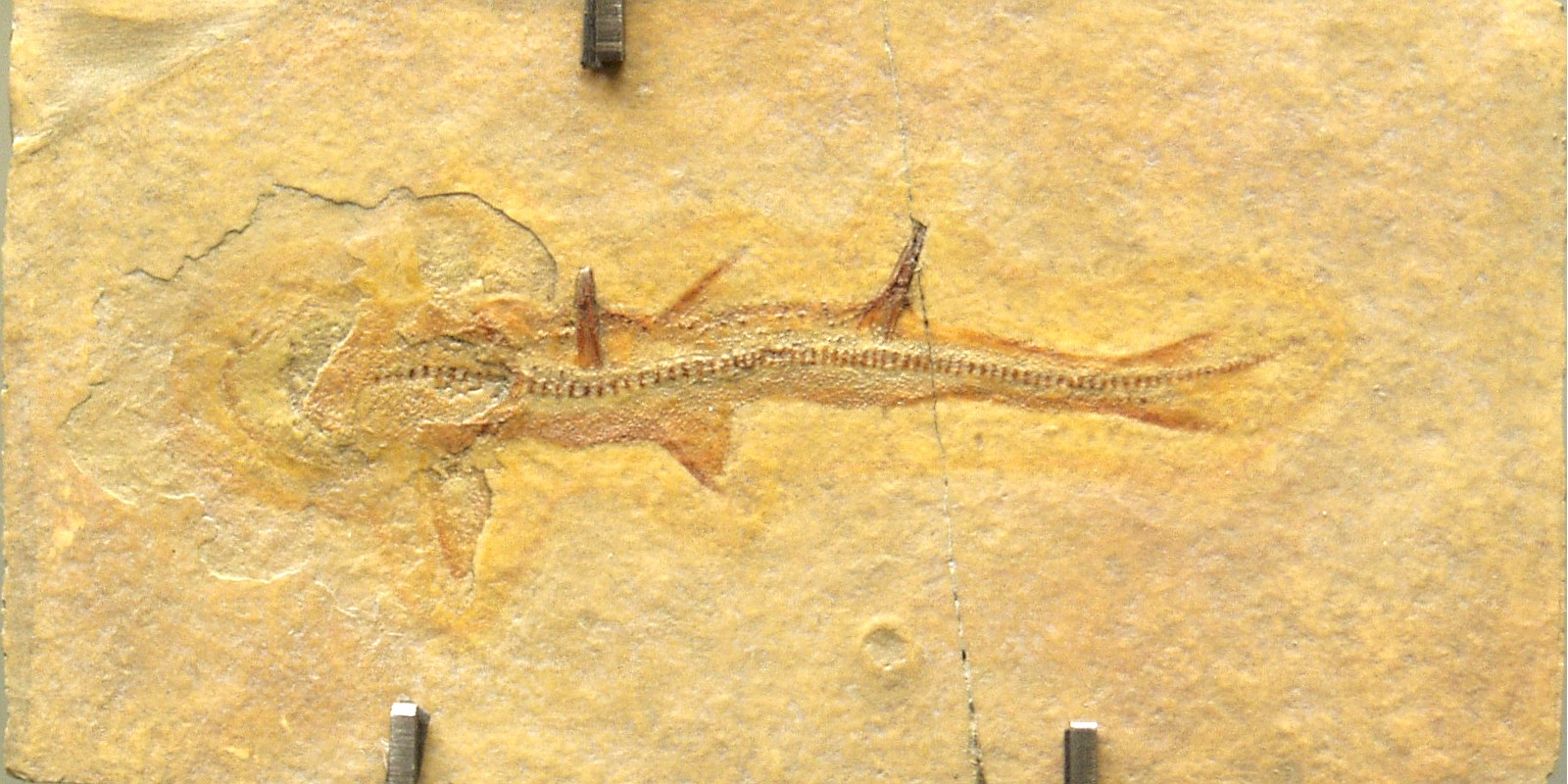
Heterodontus zitteli, fosszilis példány a solnhofeni litográf palából

- †Heterodontus lerichei
- †Heterodontus lonzeensis
- †Heterodontus moisierensis
- †Heterodontus pineti
- †Heterodontus polonicus
- †Heterodontus sarstedtensis
- †Heterodontus sowasheense
- †Heterodontus tuberculatus
- †Heterodontus vincenti
- †Heterodontus wardenensis
- †Heterodontus woodwardi
- †Heterodontus zitteli – késő jura